# Tele (österreichische Zeitschrift)
tele ist eine österreichische Programmzeitschrift. Sie wurde am 6. Oktober 1988 gegründet und erschien erstmals am 2. März 1989. tele ist die Fernsehbeilage von etlichen österreichischen Zeitungen wie dem Standard, der Presse, den Oberösterreichischen Nachrichten, der Kleinen Zeitung, den Salzburger Nachrichten, den Niederösterreichischen Nachrichten, der Tiroler Tageszeitung und den Vorarlberger Nachrichten. Die Zeitschrift erscheint wöchentlich am Donnerstag mit einer Auflage von rund 760.000 Stück und einer Reichweite von rund 988.000 Lesern (tele-Media-Analyse 2023/24 laut ÖAK).